# Deutsche Beachhandball-Meisterschaften
Die Deutsche Beachhandball-Meisterschaften sind die nationalen Meisterschaften für Vereinsmannschaften in der Handball-Disziplin Beachhandball in Deutschland.
Beachhandball entwickelte sich zu Beginn der 1990er Jahre in Italien, wo in der ersten Hälfte des Jahrzehnts auch die ersten Regeln kodifiziert wurden. Seit Mitte der 1990er Jahre trat die Sportdisziplin einen internationalen Siegeszug an und kam auch früh nach Deutschland. Das erste Turnier wurde in Deutschland 1994 in Bartenbach ausgetragen und die Disziplin schnell durch den DHB anerkannt. 1995 wurde im Auftrag des DHB eine erste German-Masters-Serie mit fünf Turnieren probeweise ausgetragen, im folgenden Jahr wurde die DHB-Beachhandball-Masters-Serie (nach der Einstellung 2011 seit 2015 als Deutsche Beachhandball Tour) verstetigt. Schon 1996 wurde eine erste, noch inoffizielle, Meisterschaft als Finale der ersten offiziellen, aus 15 Turnieren bestehenden Masters-Serie ausgetragen. Seit 1999 wurde die Meisterschaft offiziell unter dem Dach des DHB ausgetragen. 2007 beschloss das Präsidium des DHB, Beachhandball nur noch als Funsport anzusehen und nicht weiter zu fördern. Zunächst betraf das vor allem die erfolgreichen Nationalmannschaften, die eingestellt wurden. Seit 2012 wurde auch die Deutsche Meisterschaft nur noch privat organisiert. Damit war Deutschland das einzige bedeutende Handball-Land, das zum Schutz des Hallenhandballs versuchte, Beachhandball kleinzuhalten, während andere Länder und auch der Weltverband IHF versuchten, Beachhandball als olympischen Sport zu etablieren.
2014 kippte ein neues Präsidium des DHB die Beschlüsse von 2007. Es wurden wieder Nationalmannschaften berufen und seit 2015 wieder die Masters-Serie sowie die Deutschen Meisterschaften organisiert. Dabei wurde rückwirkend auch die Meisterschaft des Jahres 2014 anerkannt.

## Wettbewerbe der Frauen
- rot hinterlegt und kursive Schrift: inoffizielle Wettbewerbe, die vom DHB nicht als Meisterschaft anerkannt wurden („DHB Beachhandball Masters“: 1996–1998; „German Open“: 2012, 2013)
- gelb hinterlegt: inoffizielle Wettbewerbe, die rückwirkend vom DHB anerkannt wurden (2014)

| Jahr         | Ort                                          |                                      | Finale                               | Finale                               | Finale                               |                                      | Kleines Finale                       | Kleines Finale                       | Kleines Finale |
| Jahr         | Ort                                          | Gold                                 | Resultat                             | Silber                               | Bronze                               | Resultat                             | Vierte                               |                                      |                |
| ------------ | -------------------------------------------- | ------------------------------------ | ------------------------------------ | ------------------------------------ | ------------------------------------ | ------------------------------------ | ------------------------------------ | ------------------------------------ | -------------- |
| 1996 Details | Westerland                                   | TS Woltmershausen                    | 2:1                                  | TUS Metzingen                        | [ 3 ]                                |                                      |                                      |                                      |                |
| 1997 Details | Cuxhaven Stadion am Meer                     | Golden Sixties Stuttgart             |                                      | MTV Wisch                            | XXS-Team Bremen                      |                                      |                                      |                                      |                |
| 1998 Details | Cuxhaven Stadion am Meer                     | Holzbein Kiel                        |                                      | TSV GutsMuths Berlin                 | MTV Wisch                            |                                      |                                      |                                      |                |
| 1999 Details | Cuxhaven Stadion am Meer                     | MTV Wisch                            | 2:0                                  | SG Bensheim-Auerbach                 | TS Woltmershausen                    | 2:0                                  | Die Schtrandperlscher Münster        |                                      |                |
| 2000 Details | Cuxhaven Stadion am Meer                     | Flying Kangaroos Berlin              |                                      | TSG Schtrandperlscher Münster        | XXS-Team Bremen                      |                                      |                                      |                                      |                |
| 2001 Details | Cuxhaven Stadion am Meer                     | Sandgirls Dortmund                   |                                      |                                      | XXS-Team Bremen                      |                                      |                                      |                                      |                |
| 2002 Details | Cuxhaven Stadion am Meer                     | Sandgirls Dortmund                   |                                      | Isi Bees Lörrach                     |                                      |                                      |                                      |                                      |                |
| 2003 Details | Cuxhaven Stadion am Meer                     | Sandgirls Rhein-Ruhr                 | 2:1                                  | Flying Kangaroos Berlin              | XXS-Team Bremen                      | 2:0                                  | Bumblebee Wildeshausen               |                                      |                |
| 2004 Details | Cuxhaven Stadion am Meer                     | XXS-Team Bremen                      |                                      | MTV Wisch                            | Sandgirls Dortmund                   |                                      | Taekwondodos Auerbach                |                                      |                |
| 2005 Details | Cuxhaven Stadion am Meer                     | Sandgirls Dortmund                   | 2:1                                  | Flying Kangaroos Berlin              | XXS-Team Bremen                      | 2:1                                  | Beach Bunch Berlin                   |                                      |                |
| 2006 Details | Cuxhaven Stadion am Meer                     | Sandgirls Dortmund                   | 2:0                                  | Flying Kangaroos Berlin              | Teakwondodos Auerbach                | 2:0                                  | SandSieBall Köln                     |                                      |                |
| 2007 Details | Cuxhaven Stadion am Meer                     | Sandgirls Dortmund                   | 2:0                                  | XXS-Team Bremen                      | Planschbräute Bad Wildungen          | 2:0                                  | Wattwürmchen Hamm                    |                                      |                |
| 2008 Details | Cuxhaven Stadion am Meer                     | Sandgirls Oer-Erkenschwick           | 2:1                                  | Hoppetosse Köln                      | Bumblebee Wildeshausen               | 2:1                                  | Wattwürmchen Hamm                    |                                      |                |
| 2009 Details | Cuxhaven Stadion am Meer                     | Hoppetosse Köln                      | 2:1                                  | Wattwürmchen Hamm                    | Bumblebee Wildeshausen               |                                      | Sand AG Nord-West Wildeshausen       |                                      |                |
| 2010 Details | Cuxhaven Stadion am Meer                     | Stranddeko Minden                    | 2:1                                  | Sandziegen Köln                      | Hoppetosse Köln                      | 2:1                                  | Wesernixen Bremen                    |                                      |                |
| 2011 Details | Cuxhaven Stadion am Meer                     | Bumblebee Wildeshausen               | 2:1                                  | Wesernixen Bremen                    | BonnBons Bonn/Gummersbach            |                                      | Wattwürmchen Hamm                    |                                      |                |
| 2012 Details | Bremen Einkaufszentrum Waterfront            | BonnBons                             | 2:1                                  | Wesernixen Bremen                    | [ 18 ]                               |                                      |                                      |                                      |                |
| 2013 Details | Lemgo Regenstorplatz                         | Wattwürmchen Hamm                    | 2:0                                  | Beach Queens OWL                     | Bonnbons Bonn/Köln                   | 2:0                                  | Strandgeflüster Minden               |                                      |                |
| 2014 Details | Wildeshausen Gildeplatz                      | Brüder Ismaning                      | 2:1                                  | CAIPIranhas Erlangen                 | Bonnbons Bonn/Köln                   | 2:1                                  | Beach Queens OWL                     |                                      |                |
| 2015 Details | Kassel Sportgelände an der Nürnberger Straße | Strandgeflüster Minden               | 2:1                                  | Brüder Ismaning                      | BonnBons                             | 2:1                                  | CAIPIranhas Erlangen                 |                                      |                |
| 2016 Details | Berlin BeachMitte                            | Brüder Ismaning                      | 2:0                                  | Strandgeflüster Minden               | CAIPIranhas Erlangen                 | 2:0                                  | BonnBons                             |                                      |                |
| 2017 Details | Berlin BeachMitte                            | Brüder Ismaning                      | 2:0                                  | Minga Turtles Ismaning               | Strandgeflüster Minden               | 2:0                                  | Sandmöpse Neerstedt                  |                                      |                |
| 2018 Details | Berlin BeachMitte                            | Strandgeflüster Minden               | 2:0                                  | Beach Bazis Schleissheim             | CAIPIranhas Erlangen                 | 2:0                                  | BonnBons                             |                                      |                |
| 2019 Details | Berlin BeachMitte                            | Strandgeflüster Minden               | 2:0                                  | Beach Unicorns Hannover              | Brüder Ismaning                      | 2:0                                  | CAIPIranhas Erlangen                 |                                      |                |
| 2020 Details | Cuxhaven Stadion am Meer                     | wegen der COVID-19-Pandemie abgesagt | wegen der COVID-19-Pandemie abgesagt | wegen der COVID-19-Pandemie abgesagt | wegen der COVID-19-Pandemie abgesagt | wegen der COVID-19-Pandemie abgesagt | wegen der COVID-19-Pandemie abgesagt | wegen der COVID-19-Pandemie abgesagt |                |
| 2021 Details | Düsseldorf Arena-Sportpark                   | Minga Turtles Ismaning               | 2:0                                  | CAIPIranhas Erlangen                 | Beach Unicorns Hannover              | 2:1                                  | Brüder Ismaning                      |                                      |                |
| 2022 Details | Cuxhaven Stadion am Meer                     | Beach Bazis Schleissheim             | 2:1                                  | Minga Turtles Ismaning               | Brüder Ismaning                      | 2:0                                  | BHC Sanddevils Youngsters            |                                      |                |
| 2023 Details | Cuxhaven Stadion am Meer                     | Beach Bazis Schleissheim             | 2:1                                  | Minga Turtles Ismaning               | Brüder Ismaning                      | 2:0                                  | BHC Sanddevils Youngsters            |                                      |                |
| 2024 Details | Cuxhaven Stadion am Meer                     | Brüder Ismaning                      | 2:0                                  | Beach Unicorns Hannover              | BHC Sanddevils Youngsters            |                                      | Despos Ortenau                       |                                      |                |

## Wettbewerbe der Männer
- rot hinterlegt und kursive Schrift: inoffizielle Wettbewerbe, die vom DHB nicht als Meisterschaft anerkannt wurden („DHB Beachhandball Masters“: 1996–1998; „German Open“: 2012, 2013)
- gelb hinterlegt: inoffizielle Wettbewerbe, die rückwirkend vom DHB anerkannt wurden (2014)

| Jahr         | Ort                                          |                                      | Finale                               | Finale                               | Finale                               |                                      | Kleines Finale                       | Kleines Finale                       | Kleines Finale |
| Jahr         | Ort                                          | Gold                                 | Resultat                             | Silber                               | Bronze                               | Resultat                             | Vierte                               |                                      |                |
| ------------ | -------------------------------------------- | ------------------------------------ | ------------------------------------ | ------------------------------------ | ------------------------------------ | ------------------------------------ | ------------------------------------ | ------------------------------------ | -------------- |
| 1996 Details | Westerland                                   | BG Ellerbeck                         |                                      | TSV Bartenbach                       |                                      |                                      |                                      |                                      |                |
| 1997 Details | Cuxhaven Stadion am Meer                     | TSG Münster                          | 2:1                                  | BHC Sand Devils Minden               |                                      |                                      |                                      |                                      |                |
| 1998 Details | Cuxhaven Stadion am Meer                     | Westgallien                          |                                      | TSV Bartenbach                       |                                      |                                      |                                      |                                      |                |
| 1999 Details | Cuxhaven Stadion am Meer                     | TSG Münster                          | 2:0                                  | BHC Sand Devils Minden               | Druidenzirkel Schmiden               | 2:0                                  | TSV Wietzendorf                      |                                      |                |
| 2000 Details | Cuxhaven Stadion am Meer                     | TSG Münster                          |                                      | Sandfüchse Tetenhusen                | South Island Flyers                  |                                      |                                      |                                      |                |
| 2001 Details | Cuxhaven Stadion am Meer                     | Blues Brothers Herrenberg            | [ 36 ]                               |                                      | BHC Sand Devils Minden               | 2:0                                  | Sandgranaten Minden                  |                                      |                |
| 2002 Details | Cuxhaven Stadion am Meer                     | BHC Sand Devils Minden               | 2:1                                  | Sunblocker Hattingen                 |                                      |                                      |                                      |                                      |                |
| 2003 Details | Cuxhaven Stadion am Meer                     | Sandfüchse Tetenhusen                | 2:1                                  | Sunblocker Hattingen                 | Sand Devils Hahlen                   |                                      | Team Apfel Hahlen                    |                                      |                |
| 2004 Details | Cuxhaven Stadion am Meer                     | Sand Devils Hahlen                   | 2:0                                  | Sandfüchse Tetenhusen                | The Sandman's Leverkusen             |                                      | Blues Brothers Herrenberg            |                                      |                |
| 2005 Details | Cuxhaven Stadion am Meer                     | Nacken 3,50 Stemmer Essen            | 2:0                                  | Sandfüchse Tetenhusen                | Al Sandys Herrenberg                 | 2:1                                  | BHC Sand Devils Minden               |                                      |                |
| 2006 Details | Cuxhaven Stadion am Meer                     | Handball Akademie Göppingen          | 2:1                                  | Lehre Storks                         | Beach Boys Köln                      | 2:0                                  | Sandfüchse Tetenhusen                |                                      |                |
| 2007 Details | Cuxhaven Stadion am Meer                     | The Sandman's Leverkusen             | 2:0                                  | Sandfüchse Tetenhusen                | Beach Boys Köln                      | 2:0                                  | Team Apfel Hahlen                    |                                      |                |
| 2008 Details | Cuxhaven Stadion am Meer                     | H2O Waterboys Neerstedt              | 2:1                                  | Havana Beach Club Minden             | Beach Boys Köln                      |                                      | BHC Sand Devils Minden               |                                      |                |
| 2009 Details | Cuxhaven Stadion am Meer                     | BHC Sand Devils Minden               |                                      | The Sandman's Leverkusen             | H2O Waterboys Nord-West              | 2:0                                  | Team Apfel Hahlen                    |                                      |                |
| 2010 Details | Cuxhaven Stadion am Meer                     | BHC Sand Devils Minden               | 2:1                                  | Beach Boys Köln                      | Varel Dynamites                      | 2:0                                  | Sandelfen Burscheid                  |                                      |                |
| 2011 Details | Cuxhaven Stadion am Meer                     | Varel Dynamites                      | 2:1                                  | BHC Sand Devils Minden               | Beachbrothers Möllbergen             |                                      | Sandelfen Burscheid                  |                                      |                |
| 2012 Details | Bremen Einkaufszentrum Waterfront            | Varel Dynamites                      | 2:1                                  | Sandelfen Burscheid                  | BeachBoys Köln                       | 2:1                                  | Havanna Beach Club Minden            |                                      |                |
| 2013 Details | Lemgo Regenstorplatz                         | H2O Waterboys Neerstedt              | 2:1                                  | Sandelfen Burscheid                  | Havanna Beach Club Minden            | 2:1                                  | Beach Boys Köln                      |                                      |                |
| 2014 Details | Wildeshausen Gildeplatz                      | Nordlichter Oldenburg                | 2:0                                  | 12 Monkeys Köln                      | BHC Sand Devils Minden               | 2:0                                  | SG Schurwald                         |                                      |                |
| 2015 Details | Kassel Sportgelände an der Nürnberger Straße | BHC Sand Devils Minden               | 2:0                                  | BTVGA Göppingen                      | Beachbanausen Münster                | 2:0                                  | Nordlichter Bremen                   |                                      |                |
| 2016 Details | Berlin BeachMitte                            | BHC Sand Devils Minden               |                                      | Nordlichter Bremen                   | BHC Beach & Da Gang Münster          | 2:0                                  | Sandelfen Burscheid                  |                                      |                |
| 2017 Details | Berlin BeachMitte                            | SG Schurwald                         | 2:1                                  | BHC Beach & Da Gang Münster          | Nordlichter Bremen                   | 2:0                                  | Die Otternasen Bartenbach            |                                      |                |
| 2018 Details | Berlin BeachMitte                            | BHC Beach & Da Gang Münster          | 2:0                                  | SG Schurwald                         | BHC Sand Devils Minden               | 2:1                                  | Nordlichter Bremen                   |                                      |                |
| 2019 Details | Berlin BeachMitte                            | BHC Beach & Da Gang Münster          | 2:0                                  | BHT Hurricanes Herrenhausen          | Die Otternasen Bartenbach            | 2:1                                  | Beachmopeten Oberursel               |                                      |                |
| 2020 Details | Cuxhaven Stadion am Meer                     | wegen der COVID-19-Pandemie abgesagt | wegen der COVID-19-Pandemie abgesagt | wegen der COVID-19-Pandemie abgesagt | wegen der COVID-19-Pandemie abgesagt | wegen der COVID-19-Pandemie abgesagt | wegen der COVID-19-Pandemie abgesagt | wegen der COVID-19-Pandemie abgesagt |                |
| 2021 Details | Düsseldorf Arena-Sportpark                   | BHC Sand Devils Minden               | 2:1                                  | BHC Beach & Da Gang Münster          | Nordlichter Bremen                   | 2:0                                  | Die Otternasen Bartenbach            |                                      |                |
| 2022 Details | Cuxhaven Stadion am Meer                     | Die Otternasen Bartenbach            | 2:1                                  | BHC Beaching Bad Minden              | Beachmopeten Oberursel               | 2:0                                  | BHC Sand Devils Minden               |                                      |                |
| 2023 Details | Cuxhaven Stadion am Meer                     | 12 Monkeys Köln                      | 2:0                                  | BHC Beach & Da Gang Münster U21      | BHC Sand Devils Minden               | 2:0                                  | BHC Beach & Da Gang Münster          |                                      |                |
| 2024 Details | Cuxhaven Stadion am Meer                     | 12 Monkeys Köln                      | 2:1                                  | BHC Sand Devils Minden               | BHC Beach & Da Gang Münster U21      |                                      | Die Otternasen Bartenbach            |                                      |                |